# Rhys Davies (rugby à XV)
Pour les articles homonymes, voir Rhys Davies et Davies.

a Compétitions nationales et continentales officielles uniquement.

b Matchs officiels uniquement.
Dernière mise à jour le 30 janvier 2024.
Rhys Davies, né le 9 novembre 1998 à Swansea (pays de Galles), est un joueur international gallois de rugby à XV évoluant principalement au poste de deuxième ligne. Il joue en United Rugby Championship au sein de l'équipe des Ospreys.

## Biographie

### Jeunesse et formation
Rhys Davies naît à Swansea au pays de Galles. Durant sa jeunesse, il fait partie de l'Academy (centre de formation) des Ospreys, équipe qu'il supporte notamment, avant d'être scolarisé au sein de la Millfield School (en) à partir de ses seize ans, basée à Street dans le comté de Somerset en Angleterre, une école réputée au niveau du rugby où Gareth Edwards et JPR Williams ont été élèves également. Là-bas, il joue donc pour l'équipe de rugby de l'établissement, bien qu'il ait eu des difficultés pour s'imposer dans l'équipe première lors de sa première année. En parallèle, il rejoint les équipes de jeunes de Bath Rugby pendant deux ans puis son Academy avec un contrat de trois ans. Dans ce club, il est notamment entraîné par un ancien international gallois et également deuxième ligne comme lui, Luke Charteris, qui a été d'une grande influence pour lui,.
Il connaît la sélection du pays de Galles des moins de 18 ans en 2016,, avant d'être retenu avec l'équipe du pays de Galles des moins de 20 ans pour disputer le Tournoi des Six Nations des moins de 20 ans 2018. Lors de cette édition, il ne participe qu'à une seule rencontre, en tant que remplaçant, face à la France. Quelque mois plus tard, il est de nouveau convoqué pour le Championnat du monde junior. Cette fois-ci, il a une place de titulaire et prend part à quatre rencontres dans ce rôle.

### Carrière professionnelle

#### Débuts à Bath (2019-2020)
Rhys Davies fait ses débuts professionnels en Coupe d'Angleterre contre les Exeter Chiefs durant le mois de septembre 2019. Deux mois plus tard, il fait ses débuts en Coupe d'Europe contre les Harlequins. La semaine suivante, il découvre la Premiership contre les Saracens. En mars 2020, il est annoncé qu'il fait son départ de Bath à la fin de la saison pour retourner aux Ospreys. Pour sa première saison professionnelle, il a disputé huit rencontres dont trois en tant que titulaire.

##### Retour au pays de Galles chez les Ospreys et découverte de la sélection nationale (2020-)
Rhys Davies fait donc son retour chez les Ospreys où il a été formé, il se retrouve alors en concurrence avec les internationaux gallois Adam Beard, Bradley Davies et Alun Wyn Jones. Il signe un contrat de deux ans avec cette équipe. Il dispute son premier match dans le Pro14 à l'occasion de la cinquième journée face au Leinster. Lors de cette première saison au pays de Galles, il réussit à se faire une place au sein de l'effectif gallois en disputant dix-neuf rencontres dont treize titularisations.
Pendant l'été 2021, il est appelé au sein de l'effectif du pays de Galles pour la première fois à la suite de blessures et de joueurs sélectionnés par les Lions britanniques. Après un début de saison 2021-2022 où il enchaîne les rencontres en United Rugby Championship (URC), il est récompensé en étant de nouveau appelé avec le pays de Galles durant la tournée d'automne pour pallier la blessure de son coéquipier Alun Wyn Jones. Durant la saison, alors qu'il est en fin de contrat plusieurs clubs anglais sont intéressés pour le recruter. Finalement, il prolonge de trois années supplémentaires avec sa région natale.
En début de saison 2022-2023, il parvient à inscrire le premier essai de sa carrière lors de la première journée de l'URC face aux Scarlets en toute fin de rencontre, qui est ensuite transformé, pour permettre à son équipe de faire match nul 23-23. En novembre, il est appelé par le sélectionneur du pays de Galles, Wayne Pivac, pour pallier les blessures de Will Rowlands et Dan Lydiate. Deux mois plus tard, il découvre un nouveau poste en étant titularisé pour la première fois au poste de troisième ligne aile, en Champions Cup, contre Montpellier. Le même mois, le nouveau sélectionneur du XV du Poireau, Warren Gatland, le sélectionne pour le Tournoi des Six Nations 2023. Il est placé sur la feuille de match pour la deuxième journée face à l'Écosse pour la première fois en sélection. Durant la rencontre, il remplace Dafydd Jenkins et fait donc ses débuts internationaux. Un mois plus tard, il connaît sa deuxième sélection, couronnée par une victoire contre l'Italie. Par la suite, son équipe termine à la cinquième place du Tournoi, après des performances décevantes de la part des Gallois. En mai suivant, Warren Gatland le convoque dans une pré-liste de 54 joueurs pour préparer la Coupe du monde 2023.
Finalement, en août, il ne fait pas partie du groupe final amené à disputer la compétition. En octobre suivant, lors de la première journée de l'URC avec les Ospreys, il inscrit l'essai du bonus offensif en fin de rencontre malgré la défaite de son équipe 34-26 sur le terrain du Connacht. Au mois de décembre, il se blesse et n'est alors pas rétabli pour prétendre à une sélection pour le Tournoi des Six Nations 2024 lors de la liste divulguée en janvier suivant,.

## Statistiques

### Statistiques en équipe nationale
Rhys Davies compte 3 capes en équipe du Pays de Galles, dont 1 en tant que titulaire, depuis sa première sélection le 11 février 2023 face à l'Écosse.

## Palmarès

### En équipe nationale
Néant

#### Tournoi des Six Nations
| Édition          | Rang | Résultats Pays de Galles | Résultats Davies | Matchs Davies |
| ---------------- | ---- | ------------------------ | ---------------- | ------------- |
| Six Nations 2023 | 5e   | 1 v, 0 n, 4 d            | 1 v, 0 n, 1 d    | 2/5           |

Légende : v = victoire ; n = match nul ; d = défaite ; la ligne est en gras quand il y a Grand Chelem.